# 莊心珍
莊心珍（英語：Chng Seok Tin, 1946年—2019年9月6日），新加坡著名画家和作家。

## 生平
原名莊淑珍，又名莊淑昭，1946年出生于新加坡，祖籍金门。就读于中正中学，当年的华文学校对文化和艺术的教育十分重视，为莊心珍的艺术道路打下了基础。毕业后，莊心珍当了十年的华文教师。并在艺术上做更进一步的探索，在南洋美专攻读绘画，考获西画文凭。1975年她出国留学，先后在英国伦敦及赫尔高等教育学院（1976年-1979年）、法国巴黎十七号版画室（1980年-1981年）、美国新墨西哥州立大学（1981年-1983年）和美国爱荷华大学（1983年-1985年），主修版画艺术。1986年回到新加坡。同时在南洋美专和拉萨尔艺术学院教导版画、素描。1988年，莊心珍带学生到欧洲学习，在一次交通事故中，头部受撞击，因而出现头晕的症状。回新加坡后诊断为脑脓肿。因病情急聚惡化动手术。莊心珍在生死线上捡回一条宝贵的生命，不幸的是她丧失了绝大部分视力。突来的转变让画家痛不欲生，经过一段时间的苦苦挣扎，在亲朋好友的安排下，她结交了一些盲人，了解他们的生活，这给她带来了勇气和希望。她接受拉萨尔艺术学院院长约瑟夫·麦克纳利的邀请，回到拉萨尔艺术学院教导版画至1997年。莊心珍继续从事艺术创作，除了版画，她也搞雕塑、装置艺术等其他艺术形式。莊心珍在国内外主办了三十多个单人画展，参加了上百个联合画展。获得了许多艺术、文学的奖章。她于2005年获颁新加坡文化奖。

## 著作
她也是一位作家，笔名：长缨、李冰、树臻、阿昭、庄歆、余波。从1974年开始文章相继发表在《南洋商报》、《星洲日报》、《新明日报》和后来的《联合早报》。她一共出版了十三本文集。依出版日期顺序为：《老树昏鸦》（1978年）、《山温水暖》（1978年）、《早茶时候》（1987年）、《吹皱春水》（1987年）、《青橄榄》（1990年）、《也是怀旧》（1993年）、《仙人掌》（1994年）、《艺穗小拾》（1996年）、《多心眼》（1997年）、《七色桥》（2000年）、《葡萄袈下》（2003年）、《葡萄袈下》（第二版，删订本，2004年）、《心珍心语：庄心珍自选集》（2007年）。莊心珍写的歌词有《走出黑暗的世界吧！朋友》、《其实我拥有的还很多》。